# U-68 (tàu ngầm Đức) (1940)
U-68 là một tàu ngầm tấn công  Lớp Type IX thuộc phân lớp Type IXC được Hải quân Đức Quốc Xã chế tạo trong Chiến tranh Thế giới thứ hai. Nhập biên chế năm 1941, nó đã thực hiện được mười chuyến tuần tra, đánh chìm 32 tàu buôn với tổng tải trọng 197.453 GRT cùng một tàu chiến phụ trợ tải trọng 545 GRT. Con tàu đứng thứ chín trong số những tàu U-boat Đức thành công nhất trong Thế Chiến II. Trong chuyến tuần tra cuối cùng, U-68 bị máy bay xuất phát từ tàu sân bay hộ tống Hoa Kỳ USS Guadalcanal đánh chìm về phía Tây Bắc quần đảo Madeira, Bồ Đào Nha vào ngày 10 tháng 4, 1944.

## Thiết kế và chế tạo

### Thiết kế
Thiết kế của tàu ngầm Type IXC có kích thước hơi nhỉnh hơn so với phân lớp Type IXB dẫn trước. Chúng có trọng lượng choán nước 1.120 t (1.100 tấn Anh) khi nổi và 1.232 t (1.213 tấn Anh) khi lặn. Con tàu có chiều dài chung 76,76 m (251 ft 10 in), lớp vỏ trong chịu áp lực dài 58,75 m (192 ft 9 in), mạn tàu rộng 6,76 m (22 ft 2 in), chiều cao 9,60 m (31 ft 6 in) và mớn nước 4,70 m (15 ft 5 in).
Chúng trang bị hai động cơ diesel MAN M 9 V 40/46 siêu tăng áp 9-xy lanh 4 thì, tổng công suất 4.400 PS (3.200 kW; 4.300 bhp), dẫn động hai trục chân vịt đường kính 1,92 m (6,3 ft), cho phép đạt tốc độ tối đa 18,3 kn (33,9 km/h), và tầm hoạt động tối đa 13.450 nmi (24.910 km) khi đi tốc độ đường trường 10 kn (19 km/h). Khi đi ngầm dưới nước, chúng sử dụng hai động cơ/máy phát điện Siemens-Schuckert 2 GU 345/34 tổng công suất 1.000 PS (740 kW; 990 shp). Tốc độ tối đa khi lặn là 7,3 kn (13,5 km/h), và tầm hoạt động 63 nmi (117 km) ở tốc độ 4 kn (7,4 km/h). Con tàu có khả năng lặn sâu đến 230 m (750 ft).
Vũ khí trang bị có sáu ống phóng ngư lôi 53,3 cm (21 in), bao gồm bốn ống trước mũi và hai ống phía đuôi, và mang theo tổng cộng 22 quả ngư lôi 53,3 cm (21 in). Tàu ngầm Type IX trang bị một hải pháo 10,5 cm (4,1 in) SK C/32 với 110 quả đạn, một pháo phòng không 3,7 cm (1,5 in) SK C/30 và hai pháo phòng không 2 cm (0,79 in) C/30. Thủy thủ đoàn bao gồm 4 sĩ quan và 44 thủy thủ.

### Chế tạo
U-68 được đặt hàng vào ngày 7 tháng 8, 1939, và được đặt lườn tại xưởng tàu AG Weser của hãng DeSchiMAG ở Bremen vào ngày 20 tháng 4, 1940. Nó được hạ thủy vào ngày 22 tháng 10, 1940, và nhập biên chế cùng Hải quân Đức Quốc Xã vào ngày 1 tháng 1, 1941 dưới quyền chỉ huy của Hạm trưởng, Thiếu tá Hải quân Karl-Friedrich Merten.

## Lịch sử hoạt động

### 1941
Sau khi hoàn tất việc huấn luyện trong thành phần Chi hạm đội U-boat 2, U-68 tiếp tục phục vụ cùng đơn vị này để hoạt động trên tuyến đầu cho đến khi nó bị mất.

#### Chuyến tuần tra thứ nhất
U-68 khởi hành từ cảng Kiel, Đức vào ngày 30 tháng 6, 1941 cho chuyến tuần tra đầu tiên trong chiến tranh. Nó tiến ra Bắc Hải, rồi băng qua khe GI-UK giữa Iceland và quần đảo Faroe để vòng qua quần đảo Anh, và hoạt động tại vùng biển Bắc Đại Tây Dương về phía Nam Greenland. Ở vị trí về phía Tây A Coruña, Tây Ban Nha vào ngày 27 tháng 7, đang khi theo dõi một đoàn tàu vận tải, U-68 bị tàu corvette Anh HMS Rhododendron thả 24 quả mìn sâu tấn công trong suốt nhiều giờ, nhưng nó thoát được mà không bị hư hại. Chiếc tàu ngầm không đánh chìm được mục tiêu nào, và kết thúc chuyến tuần tra tại cảng Lorient bên bờ Đại Tây Dương của Pháp đã bị Đức chiếm đóng vào ngày 1 tháng 8. Lorient trở thành căn cứ hoạt động chính của chiếc tàu ngầm cho đến khi nó bị mất.

### 1944

#### Chuyến tuần tra thứ mười – Bị mất
U-68 xuất phát từ cảng Lorient vào ngày 22 tháng 3, 1944 cho chuyến tuần tra thứ mười, và đã hướng xuống phía Nam để hoạt động tại lối ra vào phía Tây của eo biển Gibraltar Đến ngày 10 tháng 4, chiếc U-boat bị một đội tìm-diệt tàu ngầm hình thành chung quanh tàu sân bay hộ tống Hoa Kỳ USS Guadalcanal phát hiện, và bị hai máy bay ném bom-ngư lôi Grumman TBF Avenger cùng một máy bay tiêm kích Grumman F4F Wildcat thuộc Liên đội VC-58 xuất phát từ Guadalcanal tấn công bằng rocket và mìn sâu. U-68 bị đánh chìm ở vị trí về phía Tây Bắc quần đảo Madeira, Bồ Đào Nha, tại tọa độ 33°24′B 18°59′T / 33,4°B 18,983°T. 56 người trong tổng số 57 thành viên thủy thủ đoàn của U-68 đã tử trận, chỉ có một người duy nhất sống sót là một trinh sát viên trên cầu tàu, đã bị bỏ lại bên ngoài tàu khi chiếc U-boat lặn khẩn cấp để né tránh đợt tấn công.

### "Bầy sói" tham gia
U-68 từng tham gia một bầy sói:
- Eisbär (25 tháng 8, - 1 tháng 9, 1942)

### Tóm tắt chiến công
U-68 đã đánh chìm được 32 tàu buôn với tổng tải trọng 197.453 GRT cùng một tàu chiến phụ trợ tải trọng 545 GRT. Nó đứng thứ chín trong số những tàu U-boat Đức thành công nhất trong Thế Chiến II.
| Ngày              | Tên tàu                 | Quốc tịch              | Tải trọng | Số phận      |
| ----------------- | ----------------------- | ---------------------- | --------- | ------------ |
| 22 tháng 9, 1941  | Silverbelle             | Anh Quốc               | 5.302     | Bị đánh chìm |
| 22 tháng 10, 1941 | Darkdale                | Anh Quốc               | 8.145     | Bị đánh chìm |
| 28 tháng 10, 1941 | Hazelside               | Anh Quốc               | 5.297     | Bị đánh chìm |
| 1 tháng 11, 1941  | Bradford City           | Anh Quốc               | 4.953     | Bị đánh chìm |
| 3 tháng 3, 1942   | Helenus                 | Anh Quốc               | 7.366     | Bị đánh chìm |
| 8 tháng 3, 1942   | Baluchistan             | Anh Quốc               | 6.992     | Bị đánh chìm |
| 16 tháng 3, 1942  | Baron Newlands          | Anh Quốc               | 3.386     | Bị đánh chìm |
| 17 tháng 3, 1942  | Allende                 | Anh Quốc               | 5.081     | Bị đánh chìm |
| 17 tháng 3, 1942  | Ile de Batz             | Anh Quốc               | 5.755     | Bị đánh chìm |
| 17 tháng 3, 1942  | Scottish Prince         | Anh Quốc               | 4.917     | Bị đánh chìm |
| 30 tháng 3, 1942  | Muncaster Castle        | Anh Quốc               | 5.853     | Bị đánh chìm |
| 5 tháng 6, 1942   | L.J. Drake              | Hoa Kỳ                 | 6.693     | Bị đánh chìm |
| 5 tháng 6, 1942   | C.O. Stillman           | Panamá                 | 13.006    | Bị đánh chìm |
| 10 tháng 6, 1942  | Ardenvohr               | Anh Quốc               | 5.025     | Bị đánh chìm |
| 10 tháng 6, 1942  | Port Montreal           | Anh Quốc               | 5.882     | Bị đánh chìm |
| 10 tháng 6, 1942  | Surrey                  | Anh Quốc               | 8.581     | Bị đánh chìm |
| 15 tháng 6, 1942  | Frimaire                | Pháp Tự do             | 9.242     | Bị đánh chìm |
| 23 tháng 6, 1942  | Arnaga                  | Panamá                 | 2.345     | Bị đánh chìm |
| 12 tháng 9, 1942  | Trevilley               | Anh Quốc               | 5.296     | Bị đánh chìm |
| 15 tháng 9, 1942  | Breedijk                | Hà Lan                 | 6.861     | Bị đánh chìm |
| 8 tháng 10, 1942  | Gaasterkerk             | Hà Lan                 | 8.679     | Bị đánh chìm |
| 8 tháng 10, 1942  | Koumoundouros           | Hy Lạp                 | 3.598     | Bị đánh chìm |
| 8 tháng 10, 1942  | Sarthe                  | Anh Quốc               | 5.271     | Bị đánh chìm |
| 8 tháng 10, 1942  | Swiftsure               | Hoa Kỳ                 | 8.207     | Bị đánh chìm |
| 9 tháng 10, 1942  | Belgian Fighter         | Bỉ                     | 5.403     | Bị đánh chìm |
| 9 tháng 10, 1942  | Examelia                | Hoa Kỳ                 | 4.981     | Bị đánh chìm |
| 6 tháng 11, 1942  | City of Cairo           | Anh Quốc               | 8.034     | Bị đánh chìm |
| 13 tháng 3, 1943  | Ceres                   | Hà Lan                 | 2.680     | Bị đánh chìm |
| 13 tháng 3, 1943  | Cities Service Missouri | Hoa Kỳ                 | 7.506     | Bị đánh chìm |
| 21 tháng 10, 1943 | HMT Orfasy              | Hải quân Hoàng gia Anh | 545       | Bị đánh chìm |
| 22 tháng 10, 1943 | Litiopa                 | Na Uy                  | 5.356     | Bị đánh chìm |
| 31 tháng 10, 1943 | New Columbia            | Anh Quốc               | 6.574     | Bị đánh chìm |
| 30 tháng 11, 1943 | Fort de Vaux            | Pháp Tự do             | 5.186     | Bị đánh chìm |